# Konner Kendall
Konner Kendall (* 20. Mai 1997 in Phoenix, Arizona, USA) ist ein Fußballspieler von den Amerikanischen Jungferninseln. Der Stürmer und Flügelspieler tritt seit 2021 für den US-amerikanischen Amateurklub Moros FC aus der United Premier Soccer League in Erscheinung und spielt seit 2018 in der Fußballnationalmannschaft der Amerikanischen Jungferninseln.

## Vereinskarriere, berufliche und akademische Laufbahn
Konner Kendall wurde am 20. Mai 1997 in Phoenix im US-Bundesstaat Arizona geboren; sein Bruder Karson Kendall (* 2000) wurde hier ebenfalls geboren. Die beiden wuchsen auf der Insel Saint Thomas auf und begannen hier auch mit dem Fußballspielen. So spielte er in seiner Kindheit bzw. Jugend unter anderem für die beiden Erstligaklubs Positive Vibes und LaRaza VI (auch Laraza FC genannt), wobei nicht genau hervorgeht, ob er für die beiden Mannschaften auch im Erwachsenen- oder doch nur im Nachwuchsbereich aktiv war. In seiner Heimat besuchte er von 2008 bis 2015 die Antilles School, an der er ebenfalls der schuleigenen Fußballmannschaft angehörte. Ab 2015 besuchte er die Elon University, die er im Jahr 2019 mit einem Bachelor abschloss; als Hauptstudiengang hatte er Psychologie gewählt. Bei den Elon Phoenix, so der Name der Universitätssportabteilung, ein NCAA-Division-I-Team, hatte er nur eine Statistenrollen (Walk-on) inne und scheint auch nicht auf deren offizieller Webpräsenz mit einem Spielerprofil auf. Somit ist davon auszugehen, dass er kein einziges offizielles Spiel für die Mannschaft absolviert hat. Im Gegensatz zum Großteil der restlichen Spieler, die aufgrund ihrer Leistung an der High School und in der Regel über ein Sportstipendium den Sprung in die College-Fußballmannschaft geschafft hatten, musste sich Kendall erst um die Aufnahme in die Mannschaft bewerben. Aufgrund von Verletzungen und Trainerwechsel fand er keine Berücksichtigung.
Vor seinem Studium an der Elon hatte er unter anderem von Januar 2014 bis Mai 2015 aus Teilzeitbasis beim Autovermieter Amalie Car Rentals auf St. Thomas gearbeitet. Laut eigenen Aussagen absolvierte Kendall – wann genau ist nicht bekannt – Probetrainings beim englischen Non-League-Fußballklub Aveley FC bzw. dessen Reservemannschaft, sowie bei Ashford Town (Middlesex). Außerdem soll er laut eigenen Aussagen in der Reserve vom Premier-Development-League-Franchise Carolina Dynamo aktiv gewesen sein. Während seines Studiums absolvierte Kendall im Zeitraum von 2015 bis 2017 ein Praktikum bei der Commercial Redevelopment Company LEGACY Development auf St. Thomas. LinkedIn führt ihn von 2017 bis 2019 als Teilzeitarbeitskraft (Communications Liaison & Data Specialist) seiner Alma Mater. Seit Oktober 2020 arbeitet der auch als Model tätige Kendall als Junior Sales Associate bei der Policygenius Inc., einem Onlineversicherungsmarktplatz, aus Durham, North Carolina. Nach seinem Studienabschluss absolvierte er unter anderem ein Probetraining beim US-amerikanischen Viertligisten The Villages SC aus The Villages, Florida. Er sollte beim Franchise unter Vertrag genommen und im Lamar Hunt U.S. Open Cup eingesetzt werden, was jedoch durch die COVID-19-Pandemie vereitelt wurde. Einen Tag vor dem potentiellen Wechsel erhielt er einen Anruf, bei dem ihm gesagt wurde, dass der Spielbetrieb eingestellt werden würde. Erst im März 2021 fand der mit dem Amateurklub Moros FC aus der United Premier Soccer League eine neue Mannschaft.

## Nationalmannschaftskarriere
Um das Jahr 2012 kam Kendall zu Einsätzen für die U-17-Auswahl der Amerikanischen Jungferninseln. So nahm er etwa am 30. Juli und 1. August 2012 mit der Mannschaft an der Qualifikation zur CONCACAF U-17-Meisterschaft 2013 teil. Dabei verloren die Amerikanischen Jungferninseln das Spiel gegen die Alterskollegen von St. Kitts und Navis mit 0:4 und Barbados mit 1:4 und beendeten die Qualifikationsphase als Letzter der Gruppe 5. Im März 2015 gehörte der damals 17 Jahre alte Kendall in den beiden Länderspielen der Amerikanischen Jungferninseln anlässlich der ersten Qualifikationsrunde zur Weltmeisterschaft 2018 zum A-Nationalteam. Die Nationalmannschaft vom nicht inkorporierten Außengebiet der Vereinigten Staaten schaffte dabei kein Weiterkommen und schied nach einem überraschenden 1:0-Sieg im Hinspiel nach einer 0:4-Niederlage im Rückspiel gegen Barbados aus; Kendall saß in beiden Partien uneingesetzt auf der Ersatzbank. Erst über dreieinhalb Jahre später debütierte der mittlerweile 21-Jährige für die Nationalmannschaft der Amerikanischen Jungferninseln, als er am 18. November 2018 im dritten Spiel der Qualifikation zur CONCACAF Nations League 2019–21 gegen Barbados vom damaligen Trainer Marcelo Serrano in der 66. Spielminute für Adam Fuller eingewechselt und verletzungsbedingt in der 83. Minute wieder durch Jacob Borden ersetzt wurde.
Danach dauerte es ein knappes halbes Jahr, ehe Kendall wieder Berücksichtigung fand und unter Serrano beim 3:0-Sieg über Anguilla, dem höchsten Sieg in der Geschichte der Fußballnationalmannschaft der Amerikanischen Jungferninseln, am 22. März 2019 wieder auf der Ersatzbank saß. Im selben Jahr war Kendall auch für die U-23-Auswahl der Amerikanischen Jungferninseln in zwei Partien zum Einsatz gekommen und hatte dabei ein Tor erzielt. In der Qualifikation zum Qualifikationsturnier zum Fußballturnier der Olympischen Sommerspiele 2020 war er in den beiden Länderspielen gegen Kuba und Barbados eingesetzt worden und hatte seinen Treffer bei der 2:3-Niederlage gegen Kuba erzielt. Ab September 2019 nahm er wiederum mit der A-Nationalmannschaft an der Liga C der CONCACAF Nations League 2019–21 teil, wobei Kendall erstmals seit November 2018 wieder in der Nationalmannschaft eingesetzt wurde. Im ersten Gruppenspiel, einer 0:2-Niederlage gegen die Cayman Islands, wurde er in Minute 77 für Avier Christian eingewechselt. In zumindest der Hälfte der nachfolgenden fünf Gruppenspielen, die bis November 2019 absolviert wurden, saß der Offensivakteur daraufhin uneingesetzt auf der Ersatzbank. Die Amerikanischen Jungferninseln beendeten das Turnier mit drei erreichten Punkten und einem Torverhältnis von 3:11 auf dem vierten und damit letzten Platz der Gruppe C1. Nachdem die Nationalmannschaft im Jahr 2020 aufgrund der COVID-19-Pandemie kein Länderspiel absolviert hatte, trat Kendall wieder ab dem darauffolgenden Jahr für das Team in Erscheinung. In einem am 21. März 2021 ausgetragenen Freundschaftsspiel gegen Anguilla gehörte er erstmals der Startformation an, wurde allerdings in der 59. Minute durch den Debütanten Humberto Delgado ersetzt. Trainer war zu diesem Zeitpunkt der brasilianischstämmige Gilberto Damiano, unter dem er knapp zwei Jahre davor bereits in der U-23-Mannschaft zum Einsatz gekommen war.